# Brontispa chalybeipennis
Brontispa chalybeipennis is een keversoort uit de familie bladkevers (Chrysomelidae). De wetenschappelijke naam van de soort werd in 1937 gepubliceerd door Chûjô.